# HAT-P-18
HAT-P-18 är en ensamstjärna i mellersta delen av stjärnbilden Herkules. Den har en  skenbar magnitud av ca 12,76 och kräver ett kraftfullt teleskop för att kunna observeras. Baserat på parallaxmätning inom Hipparcosuppdraget på ca 6,2 mas, beräknas den befinna sig på ett avstånd på ca 529 ljusår (ca 162 parsek) från solen. Den rör sig närmare solen med en heliocentrisk radialhastighet på ca -12 km/s.

## Egenskaper
HAT-P-18 är en orange till gul stjärna i huvudserien av spektralklass K2 V. Den har en massa som är ca 0,75 solmassa, en radie som är ca 0,72 solradie och har ca 0,27 gånger solens utstrålning av energi från dess fotosfär vid en effektiv temperatur av ca 4 600 K. En undersökning 2015 upptäckte mycket stark stjärnfläcksaktivitet på HAT-P-18.

## Planetsystem
År 2010 upptäcktes en transiterande het exoplanet i Saturnusstorlek vid HAT-P-18. Dess jämviktstemperatur är 841 K.
År 2014 upptäckte observationer med Rossiter–McLaughlin-effekten en exoplanet, HAT-P-18b, på en retrograd bana, med en vinkel mellan planetens omloppsplan och moderstjärnans ekvatorialplan av 132 ± 15°.
Mätningar av transittidsvariationer 2015 upptäckte inte ytterligare planeter i systemet.
År 2016 visade planetens överföringsoptiska spektra att atmosfären saknar detekterbara moln eller dis och är blå i färg på grund av Rayleigh-spridning av ljus. Atmosfären verkar gradvis avdunsta, men i långsam takt - mindre än 2 procent av planetmassan går förlorad per miljard år.
Dagstemperaturen för HAT-P-18b uppmättes 2019 till 1004+78−94 K.

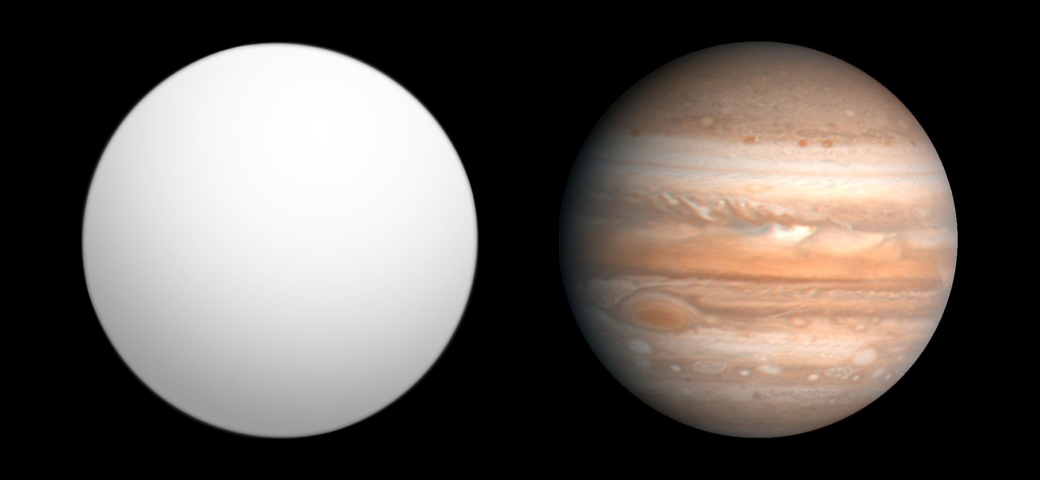
Storleksjämförelse av HAT-P-18 b och Jupiter

| Planet | Massa            | Halv storaxel (AE) | Siderisk omloppstid (d) | Excentricitet     | Inklination   | Radie         |
| ------ | ---------------- | ------------------ | ----------------------- | ----------------- | ------------- | ------------- |
| b      | 0,183 ± 0,032 MJ | 0,04649 ±          | 5,508029 ± 0,0000042    | 0,106 +0,15−0,084 | 88,79 ± 0,21° | 0,947 ± 0,044 |